# Jewhen Czumak
Jewhen Anatolijowycz Czumak, ukr. Євген Анатолійович Чумак (ur. 25 sierpnia 1995 w miasteczku Hłuchiwci, w obwodzie winnickim) – ukraiński piłkarz, grający na pozycji pomocnika.

## Kariera piłkarska

### Kariera klubowa
Wychowanek Dynamo Kijów i RWUFK Kijów, barwy których bronił w juniorskich mistrzostwach Ukrainy (DJuFL). Karierę piłkarską rozpoczął 25 lipca 2012 w drużynie rezerw Dynama, a 1 marca 2015 debiutował w podstawowym składzie Dynama Kijów, w którym strzelił pierwszego gola. 9 lipca 2015 został wypożyczony do Howerły Użhorod. Od 11 marca do 26 czerwca grał na zasadach wypożyczenia w białoruskim klubie Tarpieda-BiełAZ Żodzino. 9 lipca 2015 został wypożyczony do Zirki Kropywnycki, ale już 30 sierpnia wrócił z wypożyczenia. Za obopólną zgodą kontrakt został anulowany, po czym, 15 września 2016 zasilił skład Karpat Lwów. 11 stycznia 2017 opuścił lwowski klub. 30 marca 2017 podpisał kontrakt z białoruskim Dniapro Mohylew. 5 lipca 2017 opuścił białoruski klub. 2 marca 2018 został piłkarzem Desny Czernihów. W lipcu 2018 opuścił czernihowski klub. Na początku 2019 przeniósł się do Szewardeni-1906 Tbilisi. 28 lipca 2019 podpisał kontrakt z uzbeckim Bunyodkorem Taszkent.

### Kariera reprezentacyjna
Występował w juniorskiej i młodzieżowej reprezentacjach Ukrainy.

## Sukcesy i odznaczenia

### Sukcesy klubowe
Dynamo Kijów
- mistrz Ukrainy: 2014/15
- zdobywca Pucharu Ukrainy: 2014/15

Tarpieda-BiełAZ Żodzino
- zdobywca Pucharu Białorusi: 2016